# Phản hạt
Phản hạt của một hạt sơ cấp là hạt có cùng khối lượng như hạt đã cho, song có một hoặc một số tính chất vật lý khác cùng độ lớn nhưng có chiều ngược lại.
Ví dụ, với electron và phản hạt của nó - positron thì có điện tích trái dấu, neutron và phản neutron là mômen từ.
Hầu hết các hạt cơ bản đều có phản hạt, riêng photon thì không - phản của photon cũng chính là photon.

## Các cặp hạt - phản hạt
- Electron e- - Positron e+

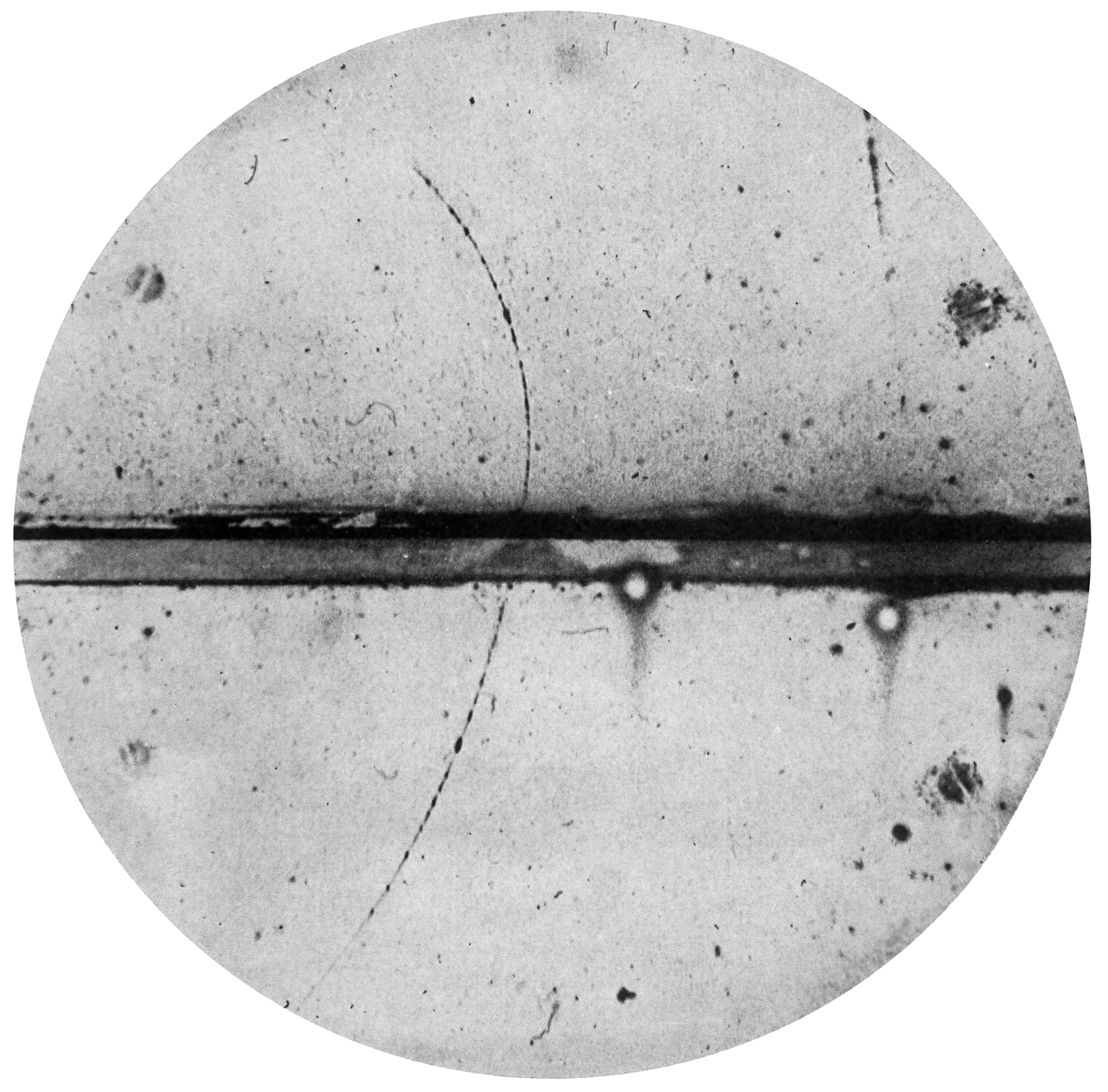
e^{-} và e^{+}

- Neutron n - Phản neutron antin hay {\displaystyle {\bar {n}}}
- Proton {\displaystyle p} hay {\displaystyle p^{+}} - Phản proton {\displaystyle {\bar {p}}} hay {\displaystyle p^{-}}